# Цешинська Сілезія

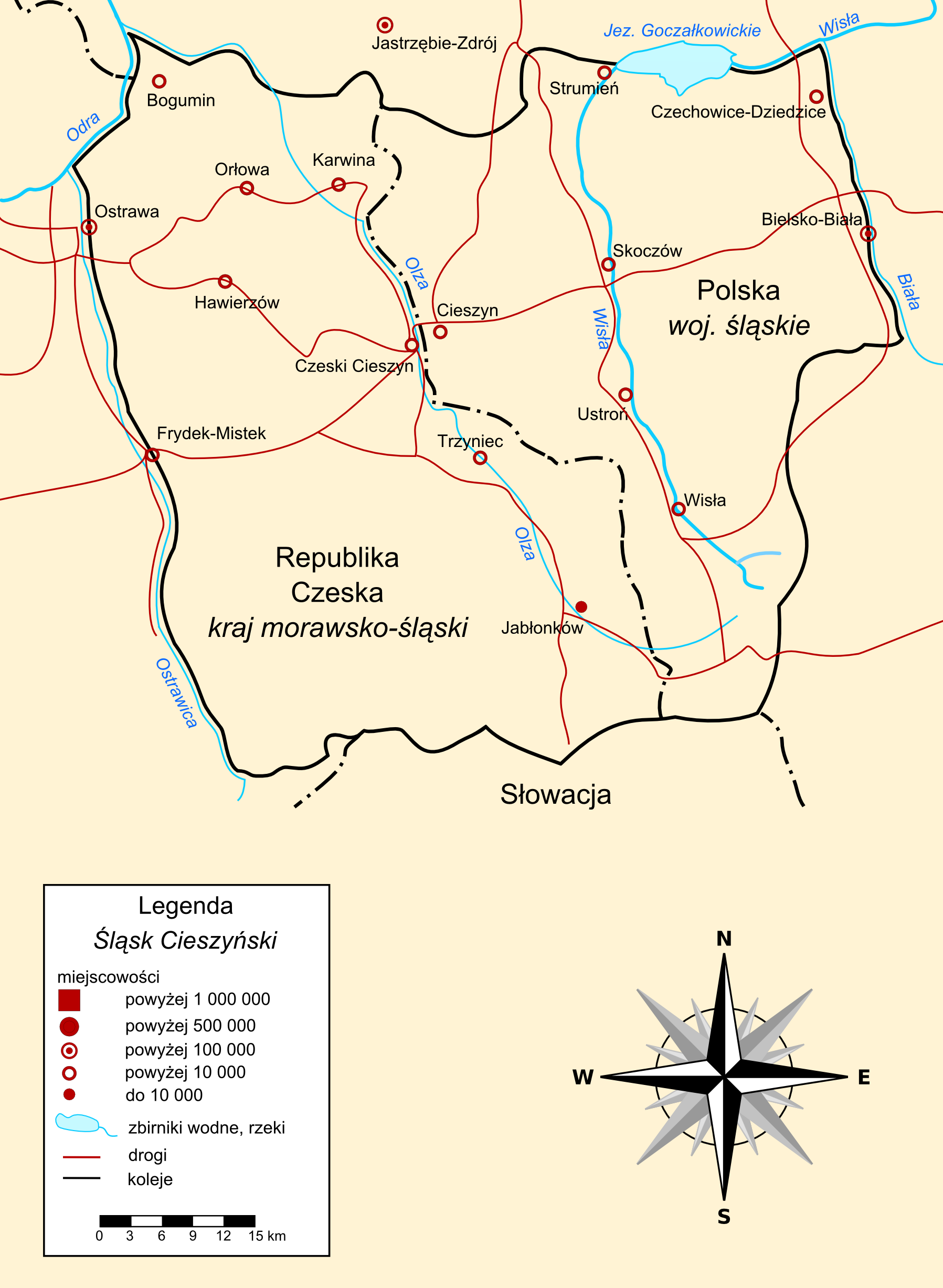
Карта Цешинської Сілезії. Суцільна чорна лінія — історичні кордони Цешинського князівства, пунктирна чорна лінія — сучасний міжнародний кордон між Польщею (праворуч) і Чехією (ліворуч).

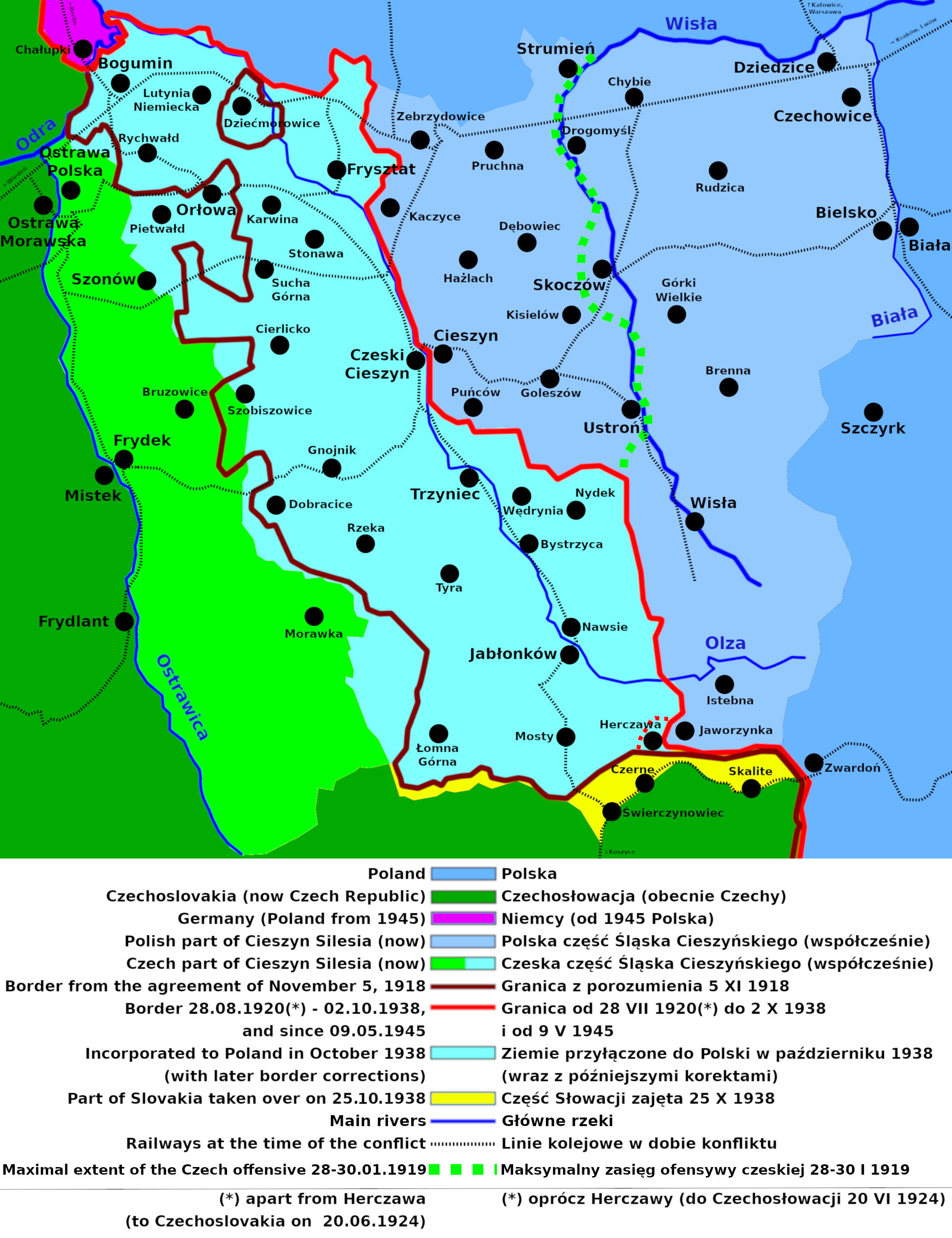
карта Цешинської Сілезії і міжнародна межа 1918—1945

Цешинська Сілезія (польська: Śląsk Cieszyńskiⓘ), або Тешинська Сілезія (чеська: Těšínské Slezskoⓘ або Těšínskoⓘ, німецька: Teschener Schlesien) — історичний регіон в південно-східній Сілезії, навколо міста Цешин який розрізається навпіл річкою Ольза. Починаючи з 1920 поділена між Польщею і Чехією (колись Чехословаччина). Має площу 2280 км² і близько 800,000 мешканців.
Історичні межі регіону ідентичні тим що були колись у незалежного Цешинського князівства. Зараз, Цешинська Сілезія є одним з єврорегіонів — Єврорегіон Цешинська Сілезія.

## Адміністративний поділ
З адміністративної точки зору, польська частина Цешинської Сілезії є Сілезьким воєводством і охоплює Цешинський повіт, західну частину Бельського повіту, і західну частину міста Бельсько-Бяла.
Чеська частина є Мораво-Сілезький край і охоплює Карвинський окрес, східну частину Фридек-Містек окрес, східну частину Острава міський окрес і місто Острава.

## Історія

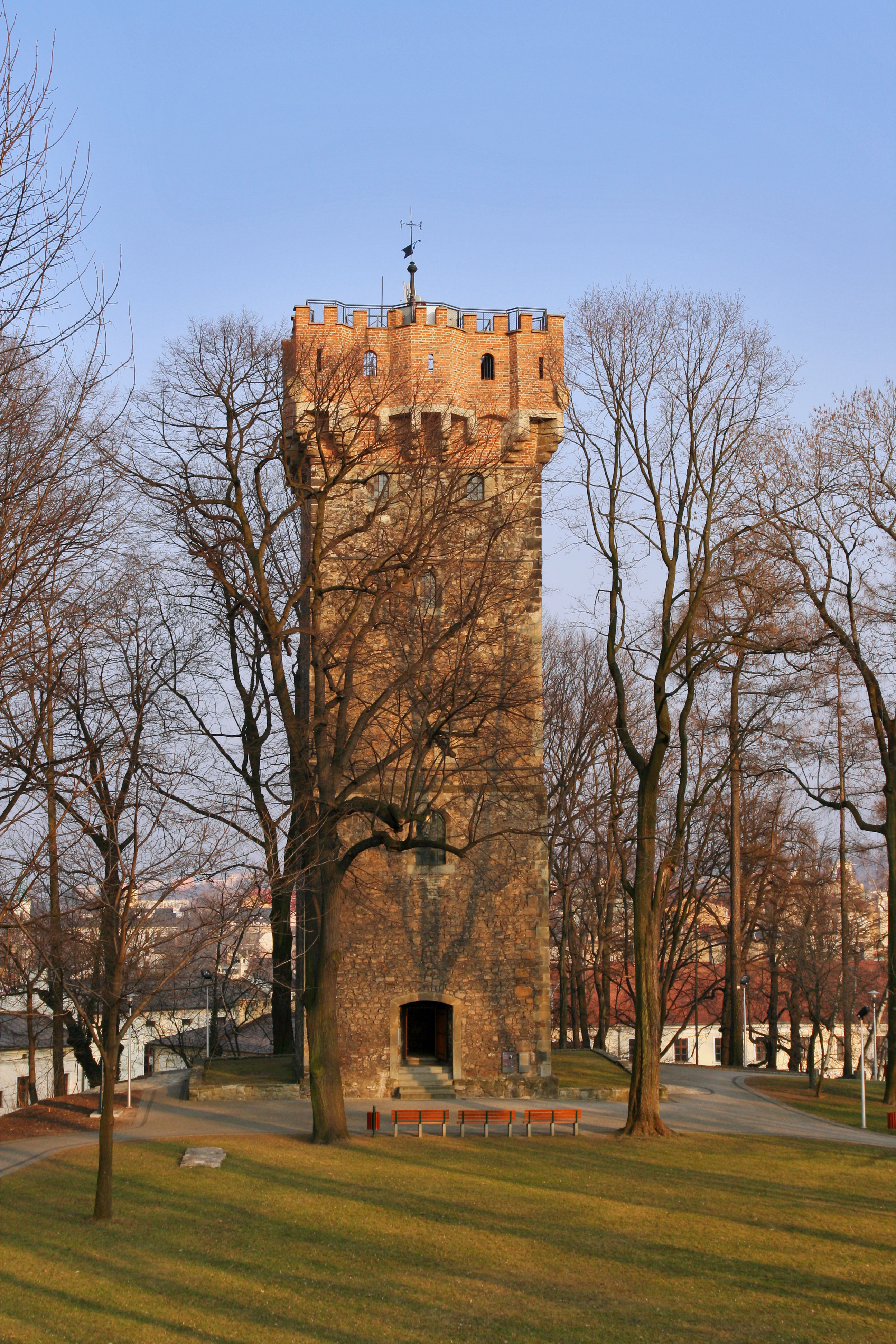
Башта П'ястів у Цешині

Цешинська Сілезія займає область колишнього Цешинського князівства, яке існувало з 1290 до 1918. З 1290 до 1653 ним керувала місцева гілка П'ястів. У 1327 році князь Цешинський Казимір І склав омаж Богемському королю Яну Люксембурзькому, і держава стала автономним князівством під управлінням П'ястів у складі Богемської корони.
Правління П'ястів продовжувалося до 1653, коли після смерті останнього нащадка П'ястів, герцогині Цешинської Єлізавети Лукреції, після чого князівство перейшло під управління австрійських Габсбургів. З 1722 року князями Цешинськими були Лорріанці, з 1767 до 1822 князі Веттини, і з 1822 до 1918 Габсбург-Лорріанці.
Цешинська Сілезія утворилась як історична, геополітична, соціокультурна і економічна єдність протягом періоду правління Габсбургів. Вона була відокремлення від іншої частини Сілезії після Першої сілезької війни між Австрійською імперією і Пруссією, коли цей невеличкий край залишився під владою Австрії, тоді як більша частина Сілезії стала частиною Пруссії.

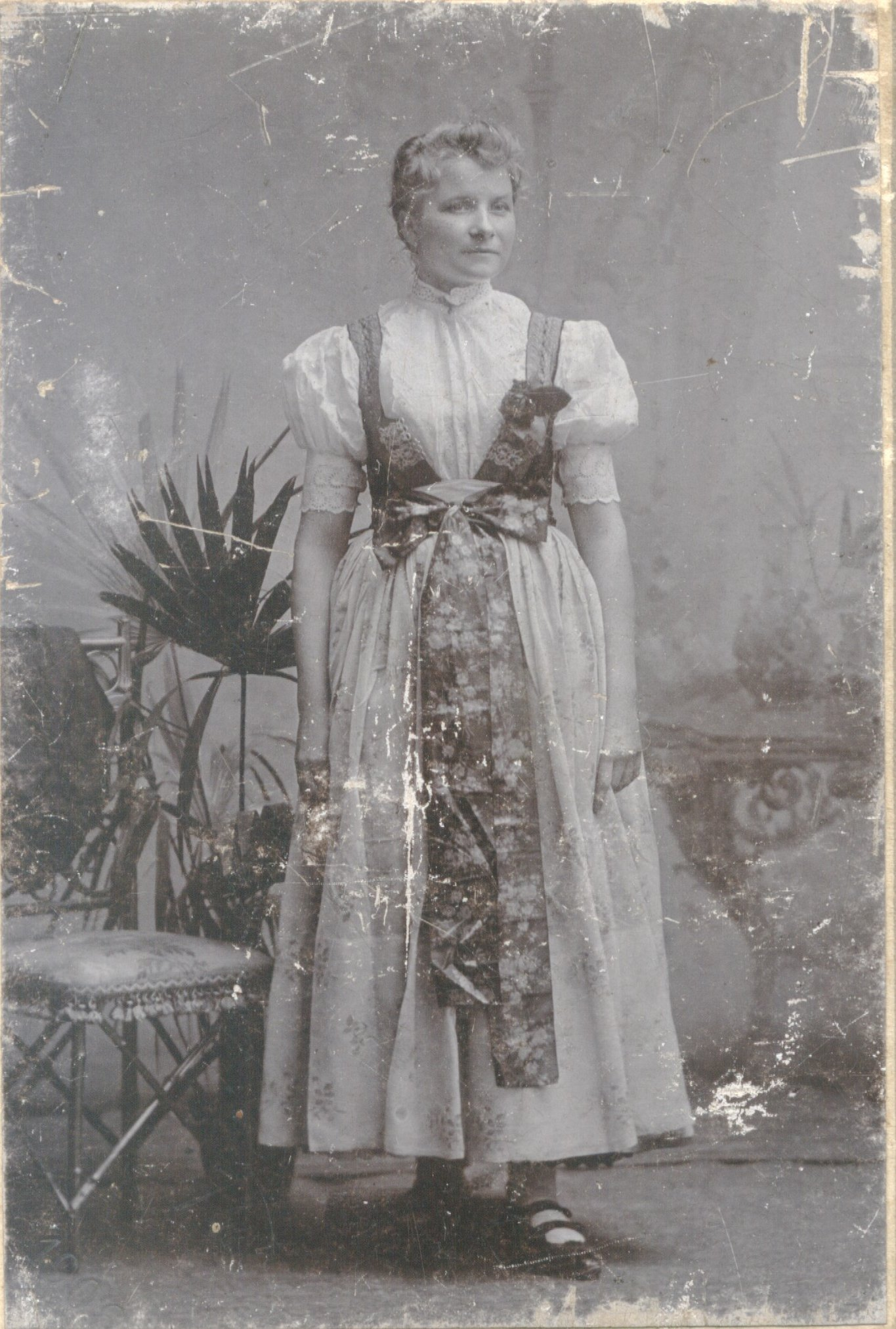
Жінка в сілезькому вбранні з Чеського Тешина, 1914 рік

Після закінчення Першої світової війни, обидві з двох новостворених незалежних держав — Польща і Чехословаччина претендували на область. Область була важлива для Чехії бо містила залізницю, що сполучала Чеську Сілезію зі Словаччиною (Кошице-Богумінська залізниця була однією з двох залізниць, які пов'язали чеські провінції із Словаччиною у той час). Область — багата на кам'яне вугілля. Багато важливих вугільних шахт, і металургійних заводів було розташовано там. Польська сторона базувала свою заяву на етнічних критеріях: більшість населення області були поляками згідно з останнім на той час австрійським переписом (1910) .

## Географія

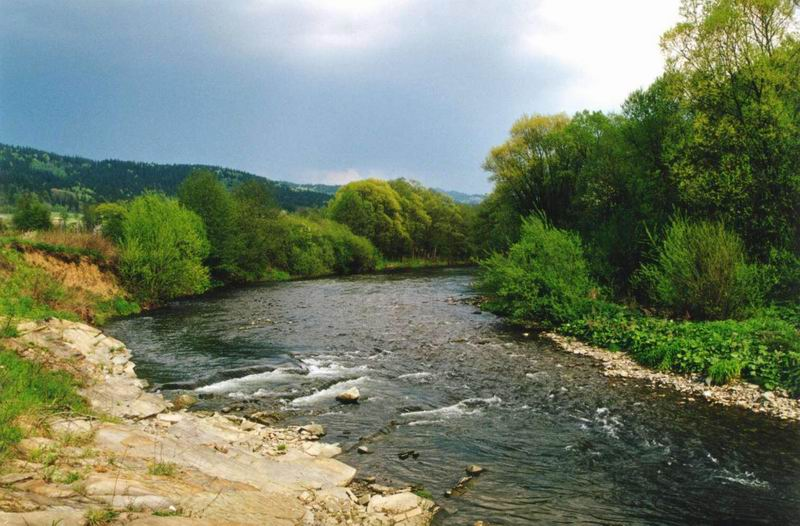
річка Олжа в Градек (Gródek)

Край відокремлюється від іншої Сілезії (і зокрема Верхньої Сілезії) річкою Вісла (частина, що починається зі Струмену) і від Малопольщі річкою Білою і Баранячою Горою, найвищий пік польської частини краю (1220 м). Найвищий пік чеської частини є Лиса Гора (1324 м). Край також межує зі Словаччиною, уздовж гірського масиву Полом по Яблуновському перевалу біля Мости у Яблункові, і чеською Моравією через річки Остравицю і Одер. Географічно, Цешинська Сілезія має поділ:
- Сілезьке нагір'я (Pogórze Śląskie)
- Сілезькі Бескиди (Beskid Śląski, Slezské Beskydy), та область Щирку
- Моравсько-Сілезькі Бескиди (східна частина; Moravskoslezské Beskydy, Beskid Morawsko-Śląski)
- Моравські Гати (північна частина; Moravská brána, Brama morawska)
- Освенцимська долина (західна частина; Kotlina oświęcimska, Osvětimská kotlina)

## Культура, мова та віросповідання

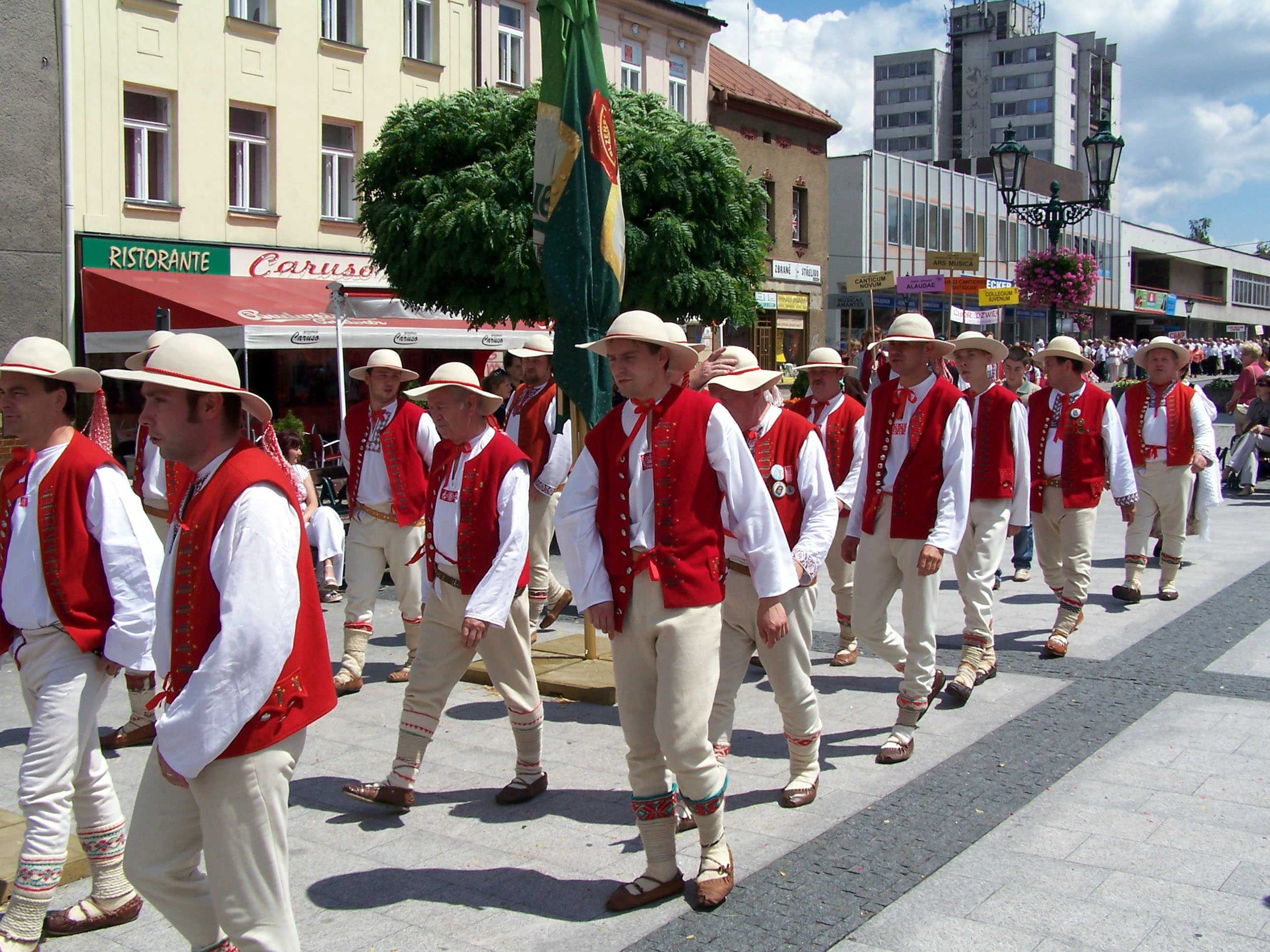
Гуральський чоловічий хор з Яблункова

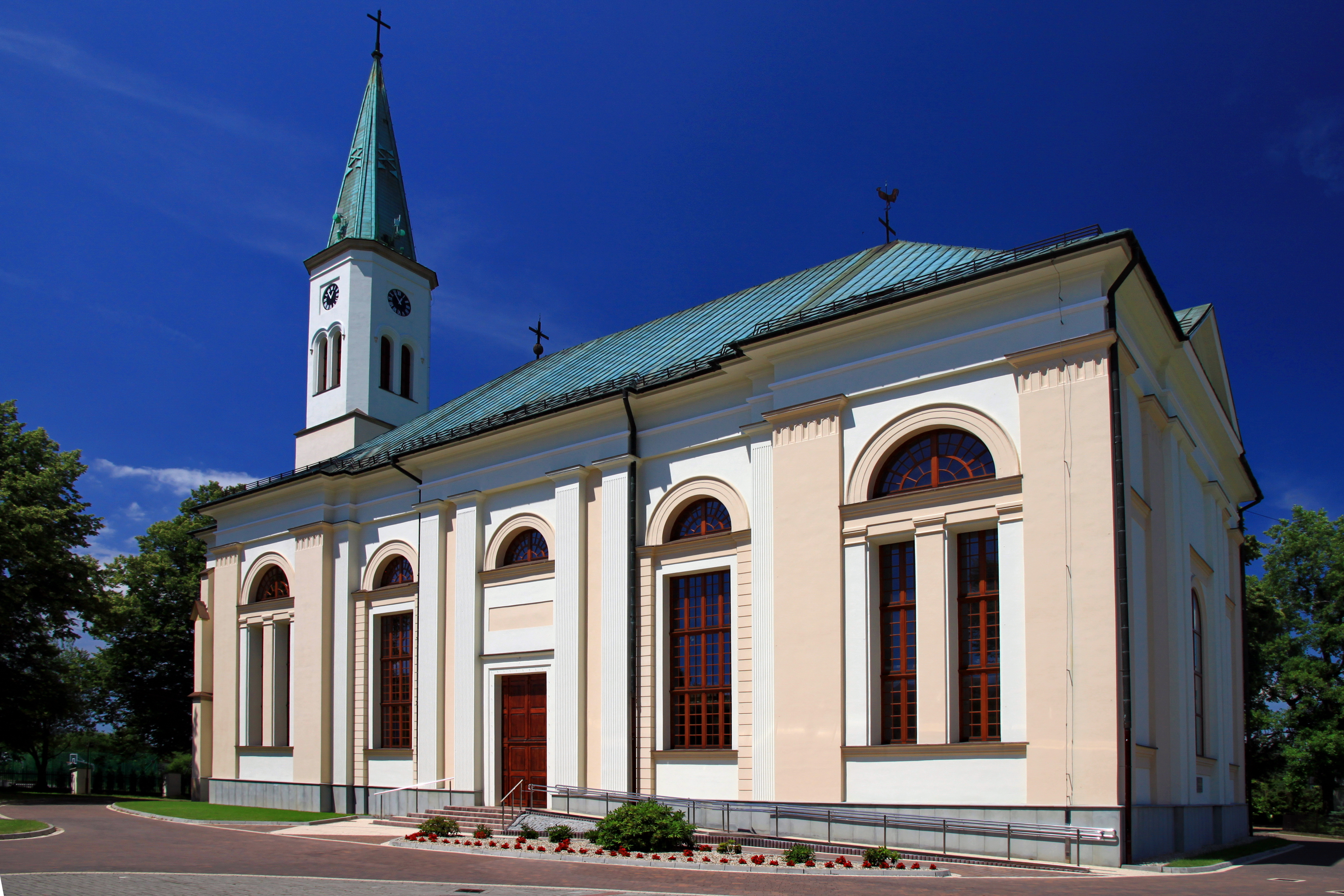
Лютеранська церква в Устроні

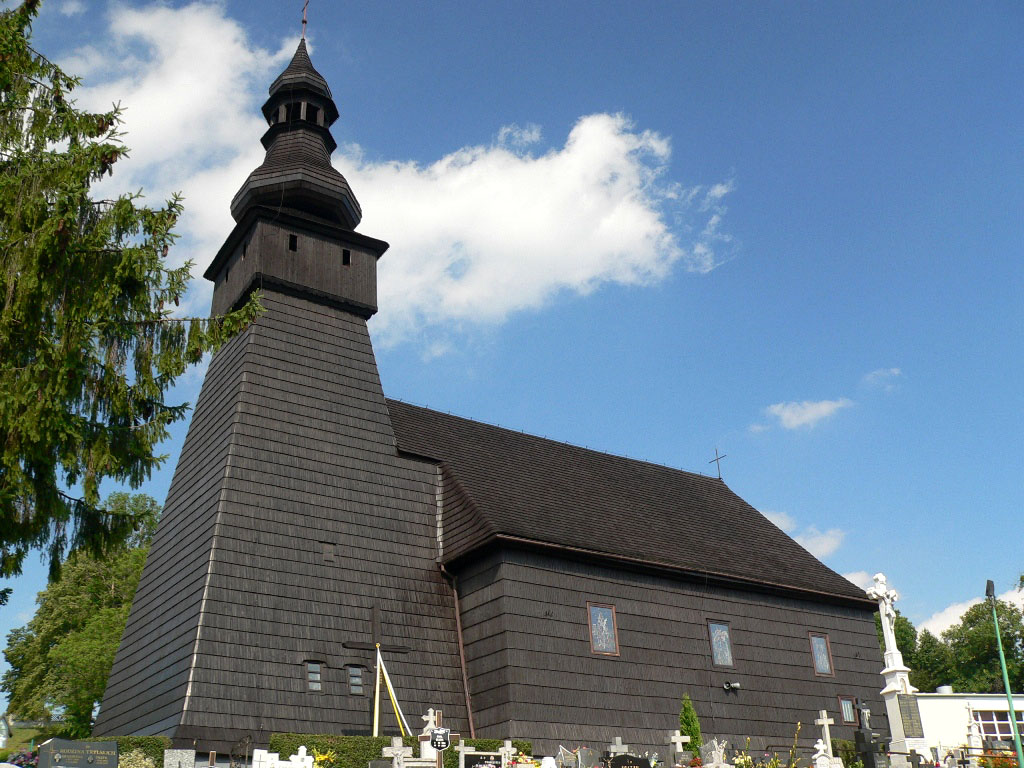
Дерев'яна церква в Конжице Велке

Цешинська Сілезія стала історичною, геополітичною, соціокультурною і економічною єдністю під владою Габсбургів. Це об'єднання допомогло сформувати чітку місцеву ідентичність, засновану на мові, релігійному і етнічному різноманітті, і різниці від інших частин Сілезії.
Край був населений декількома етнічними групами. Найчисленніший були поляки, чехи (переважно в західній частині краю), німці і євреї. Північна частина, що постійно промислово розвивалося і більш урбанізована, має щільніше заселення, ніж південна частина, яка гористіша. Щільність населення Цешинської Сілезії — близько 360/км² Південна, гориста частина краю є батьківщиною Гуралів (буквально, горців), місцевих людей краю. Вони мають свою власну чітку культуру, яка вплинула на культуру цілого регіону.
Цешинська Сілезія відома релігійним різноманіттям. Найпоширеніші релігії є Римо-католицька церква і Лютеранство. Край відрізняється від сусідніх областей у великій мірі через протестантство, яке має вплив на цілий регіон. Жиглов і Вісла, єдині міста в Польщі з протестантською більшістю. Протестантський вплив відбивається в прислів'ї: «Dzierży sie twardo jak lutersko wiara kole Cieszyna.» Декілько міст, наприклад, Цешин і Фриштат, в минулому мали велику єврейську громаду, але місцевих євреїв майже цілком знищили нацисти протягом ІІ Світової війни.
Цешинська Сілезія також має власний діалект — Цешинський говір сілезької мови. Це — діалект в основному з польським, чеським і німецьким впливом. Важливо відзначити, що цей діалект відмінний від сілезької мови, що є у вжитку у Верхній Сілезії. Ці дві говірки не є взаємно зрозумілими. Мешканці Цешинської Сілезії мають сильну місцеву (Сілезійську) самосвідомість — місцеві мешканці вказують, що вони є — stela (місцеві) — але більшість визначає себе або поляком або чехом відповідно, в національних переписах. Це частково відмінно від ситуації у Верхній Сілезії, де сильні автономні тенденції все ще існують. В Цешинській Сілезії таких тенденцій нема.
Також важливо відзначити, що місцеві люди тепло згадують еру Габсбургів. Часи Марії Терезії і Франца Йосифа I розглядається ностальгічно, як час правосуддя, розвитку, злагоди і миру. Це також стосується до ліберального і плюралістичного відношення до національних і етнічних груп, ліберальніший в порівнянні до інших імперій того часу, особливо Пруссії і Російської імперії. Навіть в 2006, були все ще портрети правителів Габсбургів на стіні в кімнаті зборів Цешинської ради.